# Alemania Oriental en los Juegos Paralímpicos de Nueva York y Stoke Mandeville 1984
Alemania Oriental estuvo representada en los Juegos Paralímpicos de Nueva York y Stoke Mandeville 1984 por cuatro deportistas, tres hombres y una mujer.

## Medallistas
El equipo paralímpico obtuvo las siguientes medallas:
| Nombre             | Deporte   | Evento                         |
| ------------------ | --------- | ------------------------------ |
| Oro                |           |                                |
| —                  |           |                                |
| Plata              |           |                                |
| Rita Gerstenberger | Atletismo | Disco B1 femenino              |
| Siegmund Hegeholz  | Atletismo | Salto de longitud B3 masculino |
| Siegmund Hegeholz  | Atletismo | Pentatlón B3 masculino         |
| Bronce             |           |                                |
| Rita Gerstenberger | Atletismo | Jabalina B1 femenino           |